# Mosquée de Kaouara
 (mai 2024).
La mise en forme du texte ne suit pas les recommandations de Wikipédia : il faut le « wikifier ».
Les points d'amélioration suivants sont les cas les plus fréquents :
- Les titres sont pré-formatés par le logiciel. Ils ne sont ni en capitales, ni en gras.
- Le texte ne doit pas être écrit en capitales (les noms de famille non plus), ni en gras, ni en italique, ni en « petit »…
- Le gras n'est utilisé que pour surligner le titre de l'article dans l'introduction, une seule fois.
- L'italique est rarement utilisé : mots en langue étrangère, titres d'œuvres, noms de bateaux, etc.
- Les citations ne sont pas en italique mais en corps de texte normal. Elles sont entourées par des guillemets français : « et ».
- Les listes à puces sont à éviter, des paragraphes rédigés étant largement préférés. Les tableaux sont à réserver à la présentation de données structurées (résultats, etc.).
- Les appels de note de bas de page (petits chiffres en exposant, introduits par l'outil «  Source ») sont à placer entre la fin de phrase et le point final[comme ça].
- Les liens internes (vers d'autres articles de Wikipédia) sont à choisir avec parcimonie. Créez des liens vers des articles approfondissant le sujet. Les termes génériques sans rapport avec le sujet sont à éviter, ainsi que les répétitions de liens vers un même terme.
- Les liens externes sont à placer uniquement dans une section « Liens externes », à la fin de l'article. Ces liens sont à choisir avec parcimonie suivant les règles définies. Si un lien sert de source à l'article, son insertion dans le texte est à faire par les notes de bas de page.
- La présentation des références doit suivre les conventions bibliographiques. Il est recommandé d'utiliser les modèles {{Ouvrage}}, {{Chapitre}}, {{Article}}, {{Lien web}} et/ou {{Bibliographie}}. Le mode d'édition visuel peut mettre en forme automatiquement les références.
- Insérer une infobox (cadre d'informations à droite) n'est pas obligatoire pour parachever la mise en page.

Pour une aide détaillée, merci de consulter Aide:Wikification.
Si vous pensez que ces points ont été résolus, vous pouvez retirer ce bandeau et améliorer la mise en forme d'un autre article.
La mosquée de Kaouara, située dans la sous-préfecture de Ouangolodougou dans la localité de Kaouara en Côte d'Ivoire. Construite aux alentours du XVIIe siècle par Ouattara Bakouneri, elle se distingue particulièrement par son architecture de minarets et de contreforts en forme d'ogives.

## Description
Se distinguant par son architecture de minarets et de contreforts en forme d'ogives, la mosquée de Kaouara fut construite aux alentours du XVIIe siècle. Un imam du nom de Sylla Bassandi est enterré dans la cour de la mosquée sur le côté Ouest. La mosquée est divisée à l'intérieur en trois parties, d'Ouest en Est :
- l'espace de prière des dames où se trouve l'escalier qui mène à la terrasse
- le vestibule
- l'espace de prière des hommes

Bien que communautaire, cette mosquée n'est pas souvent restaurée et est relativement mal conservée.
Parmi les plus anciennes mosquées de la Côte d’Ivoire nous comptons aussi la mosquée de « Boron » qui est même considérée par les historiens de Kong comme plus vieille que celle de Kong car une équipe chargée par le COSIM avait entamé des recherches concernant l’histoire de l’islam en Côte d’Ivoire en 2013-2014. Il en résultait que la mosquée avait été érigée vers le XIXe où XXe siècle. Il est important de souligner que les plus anciens villages musulmans connus auparavant étaient seulement (Kaouwara et Kong ) jusqu’en 2013 lors de ladite conquête organisée par le COSIM première vers Kong où il fut révélé par les historiens de Kong qu’il y avait une autre mosquée antique plus ancienne que celle de Kong et c’était celle de Boron.

## Mosquées de style soudanais du Nord ivoirien
Les huit mosquées de style soudanais situées dans les localités de Tengréla, Kouto, Sorobango, Samatiguila, Nambira, Kong et Kaouara sont caractérisées par une construction en terre, des charpentes en saillie, des contreforts verticaux couronnés de poteries ou d’œufs d’Autruche, et par des minarets élevés ou moins importants à la forme d’une pyramide tronquée. Elles présentent une interprétation d’un style architectural dont l’origine se situerait entre les XIIe et XIVe siècles dans la ville de Djenné, qui faisait alors partie de l’empire du Mali et dont la prospérité provenait du commerce de l’or et du sel, à travers le Sahara vers l’Afrique du Nord. C’est surtout à partir du XVe siècle que ce style s’est répandu vers le sud, des régions désertiques à la savane soudanaise, en adoptant des formes plus basses avec des contreforts plus solides, pour répondre aux exigences d’un climat plus humide. Ces mosquées sont les mieux conservées sur les vingt qui ont subsisté en Côte d’Ivoire, sur plusieurs centaines qui existaient encore au début du XXe siècle. Le style soudanais qui caractérise ces mosquées et qui est propre à la région de la savane de l’Afrique de l’Ouest, s’est développé entre les XIe et XIXe siècles, lorsque les marchands et les érudits de l’islam se sont dispersés vers le sud à partir de l’empire du Mali, prolongeant les routes commerciales transsahariennes jusque dans la zone boisée. Les mosquées constituent non seulement des témoins matériels très importants du commerce transsaharien qui favorisa l’expansion de l’islam et de la culture islamique, mais aussi sont l’expression tangible de la fusion de deux formes architecturales qui ont duré dans le temps : celle islamique pratiquée par les arabo-berbères et celle des communautés autochtones animistes,.

## Classement au patrimoine mondial de l'UNESCO
En Côte d’Ivoire, la prestigieuse liste du patrimoine mondial de l’UNESCO vient de s’agrandir. Des mosquées et non des moindres viennent d’être inscrits sur cette liste. Il s’agit au total de huit mosquées de style soudanais : deux à Kong, une à Kaouara, une à Nambira, une à Kouto, une à Samatiguila, une à Tengrela et une à Sorobango. Ces mosquées, faut-il l’indiquer, sont éparpillées dans sept départements,.
La décision d’inscrire la mosquée de Kaouara sur la liste du patrimoine mondial de l’UNESCO a été prise lors de la 44e session élargie du Comité du patrimoine mondial, en ligne, tenue à Fuhzou, en Chine du 16 au 31 juillet 2021. Cette rencontre a été présidée par Tian Xuejun, Vice-ministre chinois de l’éducation et président de la Commission nationale chinoise pour l’UNESCO.